# میخائیل لواندوفسکی
میخائیل لواندوفسکی (روسی: Левандовский, Михаил Карлович؛ ۱۵ مه ۱۸۹۰ – ۲۹ ژوئیه ۱۹۳۸) فرد نظامی اهل لهستان و اتحاد جماهیر شوروی سوسیالیستی بود.
وی همچنین برندهٔ جوایزی همچون نشان لنین و نشان پرچم سرخ شده‌است.